# Africanis
Der Africanis ist eine Landrasse aus dem Bereich des südlichen Afrikas. Die Bezeichnung setzt sich aus dem Wort Afrika und dem lateinischen Wort für Hund, canis zusammen. Es bedeutet also Hund Afrikas. Bezeichnet werden so die heimischen, ursprünglichen Hunde des subäquatorialen Afrikas, die seit jeher hier vorkamen.

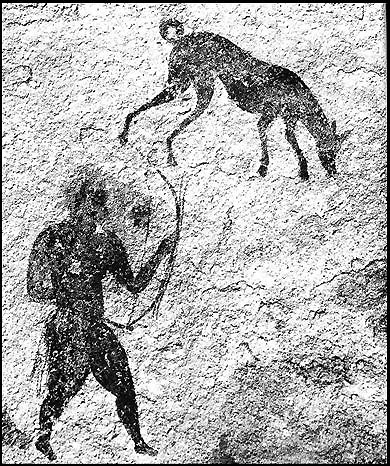
Prähistorisch Felszeichnung Jäger mit Hund, Vorfahre u. a. des Africanis

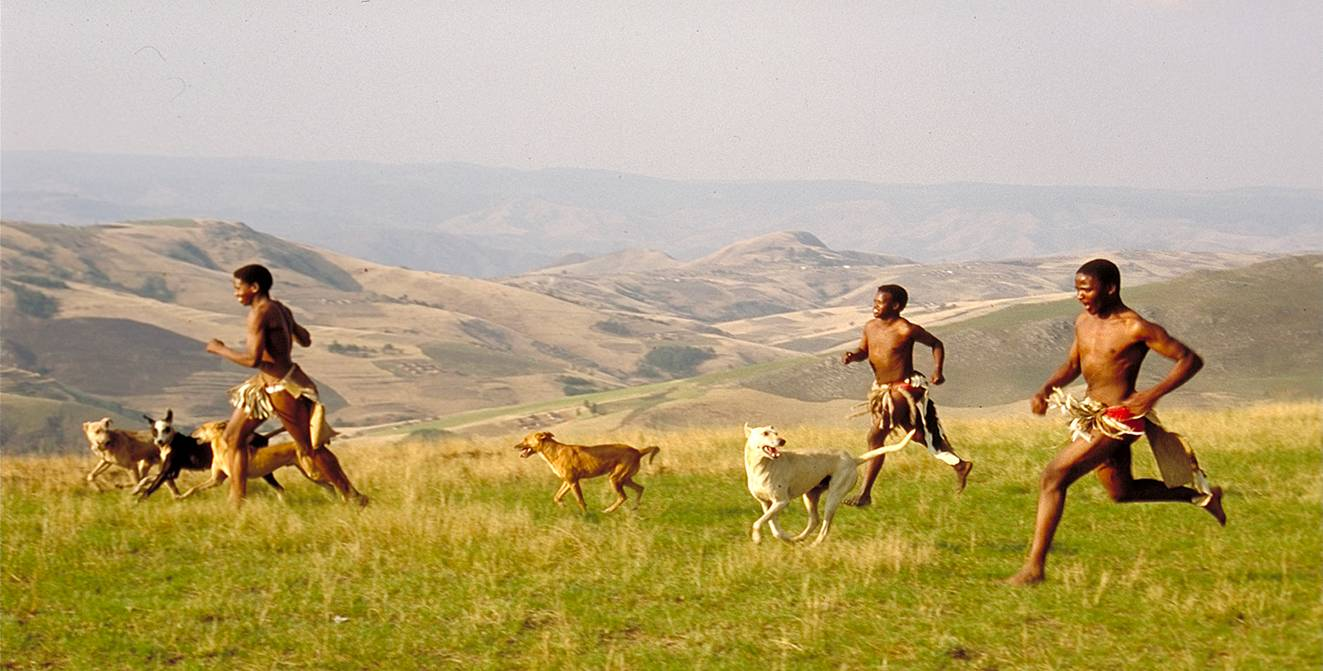
Afrikanis mit Jungen Zulu in Aktion

## Herkunft und Geschichte
Die einheimischen Hunde Afrikas ähneln altägyptischen Hunden, den Tesem, die vor etwa 5.900 Jahren im Nildelta vorkamen. Seine Ursprünge könnten in der Sahara liegen, die damals noch nicht überall den heutigen Wüstencharakter hatte, sondern Steppen bzw. Savannen und in Randbereichen vereinzelte Wälder vorkamen. Möglicherweise gehörten dort die noch heute in weiten Teilen Afrikas verbreiteten Pariahunde zu seinen Vorfahren. Es wird angenommen, dass sich die Nachkommen dieser Hunde mit Stammesbewegungen in ganz Afrika verbreiteten, zunächst in der Sahara und schließlich etwas im 6. Jahrhundert das südliche Afrika erreichten. Der Africanis ist fast immer mit menschlichen Siedlungen im südlichen Afrika in Verbindung gebracht worden. Die Hunde wurden möglicherweise auch zum Hüten von Schafen, Ziegen und Rindern, zum Schutz vor Raubtieren und zur Unterstützung ihrer menschlichen Begleiter bei der Jagd eingesetzt. Der Africanis ist unter einer Reihe von örtlichen Namen bekannt. Dazu gehören der Bantu-Hund, umbwa wa ki-shenzi („traditioneller Hund“ in Kiswahili), der Khoekhoe-Hund, der Tswana-Hund und der Zulu-Hund. Andere lokale Namen sind zum Beispiel Sica, Isiqha, Ixhalaga, Ixalagha, Isigola, I-Twina und Itiwina.
In jüngster Zeit wurden Anstrengungen unternommen, um diese Hunde zu schützen, zu erhalten und zu fördern. Weiterhin soll verhindert werden, dass sie aufgrund unterschiedlicher körperlicher Merkmale in eine Reihe verschiedener Rassen aufgespalten werden. In Südafrika wurde eine Gesellschaft zur Erhaltung des Africanis gegründet, die Africanis Society of Southern Africa.

## Beschreibung
Jahrelang durchstreiften Gallant und Sithole das ländliche KwaZulu-Natal, studierten und fotografierten die Hunde, denen sie begegneten. Sie kamen zu dem Schluss, dass diese Hunde keine Mischlinge waren, sondern eine Hunderasse mit etwas unterschiedlichem Aussehen, aber ähnlichem typischen Verhalten.
Gallant hat sich einen Namen für die Rasse ausgedacht: „canis“ (lateinisch für Hund) und „Africa“ – die Africanis. „The Story of the African Dog“, veröffentlicht von der University of KwaZulu-Natal Press im Jahr 2002.
Typisch für Landrassen, gibt es regionale Variationen, die vermutlich das Ergebnis von Isolation und im begrenzten Maße auch von gezielter Zucht sind. Einige moderne Autoren reihen den Africanis bei den Pariahunden ein. Der Africanis gilt als Landrasse mit begrenzter menschlicher Einmischung in ihre Zucht.
Der Africanis ist ein mittelgroßer, leicht gebauter Hund mit einer langen, schlanken Schnauze und in der Regel einem kurzen Fell. Es gibt ihn in fast allen Farben oder Farbkombinationen, wobei rehbraune, Braune, gestromte und schwarzfarbene mit  weißen Abzeichen üblich sind. Ein charakteristisches, möglicherweise primitives Merkmal ist ein schwarzer Fleck an der Außenseite der Rute, wo sich beim  Wolf die Violdrüse, die Schwanzdrüse befindet.
Da es sich um eine Landrasse handelt, können geringfügige Abweichungen im Aussehen auftreten. Der Africanis ist jedoch dafür bekannt, dass er sich in einer erkennbaren Form fortpflanzt.